# Citembong
Citembong is een bestuurslaag in het regentschap Cilacap van de provincie Midden-Java, Indonesië. Citembong telt 2259 inwoners (volkstelling 2010).